# 永井恒
永井 恒（ながい ひさし、1956年（昭和31年）1月1日 ）は、日本の聴覚障害ランナー。 聴覚と言語の重複障害を抱えながら活躍する長距離ランナーであり、全国の聾学校卒業生として長距離走の日本記録を保持している。障害を乗り越え、国内外のマラソン大会で数多くの優勝を重ね、表彰台に立った経験も豊富である。1998年10月には北京国際ハーフマラソンで3位に入賞し、2004年1月にはサイパン国際ハーフマラソンで優勝。そのほかにも、国内外の大会で安定した成績を収めている。登山にも積極的に取り組み、わずか1年半で日本百名山をすべて踏破する偉業を達成した。これまでに世界100か国以上を訪問しており、健常者をも凌ぐ圧倒的な行動力と探究心は国内で高く評価されている。2024年10月には第34回ランナーズ賞を受賞。また、第69回浜松市民文芸賞も受賞しており、スポーツと文化の両分野において顕著な功績を残している。

## 人物
静岡県磐田郡佐久間町（現・浜松市天竜区）に先天性ろうあ者として生まれる。一女四男の末っ子。一番上の姉、三男と永井恒がろうあ者。浜松聾学校中学部3年生の時、先生の勧めなどもあり長距離走をはじめる。小柄でいじめなどに苦しんだこともあったが、校内のマラソン大会で優勝したことをきっかけに、自信が芽生え、以来、前向きな心を持ち、長距離走に打ち込むようになる。沼津聾学校高等部卒業後も長距離走を続け、1983年には5000m・1万mのろうあ者日本最高記録を樹立し、その後マラソンでも同記録保持者（いずれも当時）となる。69歳を越えた今も走り続け、これまで参加した大会は940以上。早くから手話通訳者の参加を求めるなど、ろうあアスリートの先駆的存在。2007年には、全国47都道府県すべてで、フルマラソンを含む長距離走大会に優勝した。マラソン以外にも、ろうあ者の理解を深めるため、講演活動など国内外でさまざまな活動を展開。『聴力障害者の時間』『ろうを生きる 難聴を生きる』（NHK教育）『それでもぼくは走り続ける〜47回目のラストスパート』（SBS静岡放送）などに出演した。

■日本全国47都道府県マラソン大会優勝達成歴

北海道　函館ハーフマラソン（ハーフ）　2003年

青森　　たけのこマラソン（5㎞）　2006年

岩手　　岩手山ろくファミリーマラソン（4㎞）　2006年

宮城　　みやぎ蔵王高原マラソン（5㎞）　2006年
秋田　　山田記念ロードレース兼秋田県ロードレース大館大会（10㎞）　2006年

山形　　果樹王国ひがしねさくらんぼマラソン（5㎞）　2003年

福島　　会津若松市鶴ヶ城健康マラソン（5㎞）　2003年

茨城　　道の駅いたこニューイヤーSUNSUNマラソン（10マイル）　2007年

栃木　　藤岡ジョギング（5㎞）　2006年

群馬　　粕川健康マラソン（10㎞）　2005年

埼玉　　白岡町新春マラソン　（5㎞）　2006年

千葉　　千葉海浜元旦マラソン　（10㎞）　2006年

東京　　小金井元旦ロードレース　（10㎞）　2004年

神奈川　全日本JBMAマラソン小田原大会　（5㎞）　2005年

山梨　　南アルプス桃源郷マラソン　（ハーフ）　2003年

新潟　　柏崎潮風マラソン　（ハーフ）　2006年

長野　　天竜峡温泉健康マラソン　（5㎞）　2002年

富山　　神通川マラソン　（5㎞）　2006年

石川　　全国健勝マラソン日本海大会　（10㎞）　2005年

福井　　丸岡古城マラソン　（ハーフ）　2004年

静岡　　磐田ロードレース　（10㎞）　1998年

愛知　　とよあけマラソン　（10㎞）　2002年

三重　　四日市シティロードレース　（5㎞）　2006年

岐阜　　山の村だいこんマラソン　（10㎞）　2002年

滋賀　　水郷の里マラソン　（5㎞）　2001年

京都　　くみやまマラソン　（5㎞）　2006年

大阪　　門真ハーフマラソン　（10㎞）　2004年

兵庫　　やしろ新春学園マラソン　（10㎞）　2004年

奈良　　やまぞえ布目ダムマラソン　（3㎞）　2006年

和歌山　　モンテ・オウ・コスモス　（10㎞）　2006年

鳥取　　天体界道100㎞日南おろちマラソン全国大会　（37㎞）　2005年

島根　　つわのSL健康マラソン（5㎞）　2006年

岡山　　べいふぁーむ笠岡マラソン　（ハーフ）　2007年

広島　　もみのき森林公園ファミリーマラソン　（10㎞）　2005年

山口　　蜂ヶ峯クロスカントリー　（5㎞）　2006年

徳島　　阿波市民マラソン　（4.3㎞）　2007年

香川　　小豆島オリーブマラソン全国大会　（5㎞）　2006年

愛媛　　坊ちゃん一緒にらんランRUN　（10㎞）　2004年

高知　　本山汗見川清流マラソン　（4.4㎞）　2006年

福岡　　玄海なぎさマラソン　（10㎞）　2006年

佐賀　　みやき町ロードレース　（5㎞）　2007年

長崎　　小柳賞佐世保シティロードレース　(5㎞）　2006年

熊本　　ふくろ甘夏元旦マラソン　（5㎞）　2002年

大分　　なのはなの里むさし健康マラソン　（10㎞）　2006年

宮崎　　都農尾鈴マラソン　（5㎞）　2006年

鹿児島　出水ツルマラソン　（3㎞）　2006年

沖縄　　伊江島一周マラソン　（10㎞）　2006年

## 著書
- 『それでもぼくは走る〜ろう青年の手記』（1983年、静岡新聞社） ISBN 978-478381207-4
  - 『それでもぼくは走る（障害とともに生きる）』（2000年、日本図書センター）＜上の書籍の改題再発売＞ ISBN 978-482055884-2
- 『それでもぼくは走り続ける』 （2007年、静岡新聞社）ISBN 978-478382219-6
- 『だからこそぼくは走り続ける』 （2013年、静岡新聞社）ISBN 978-478382239-4